# Ernesto Pérez Zúñiga
Ernesto Pérez Zúñiga (Madrid, 9 de diciembre de 1971) es un poeta y narrador español. Doctor en estudios clásicos por la Universidad Complutense con una tesis sobre Valle-Inclán. Licenciado en filología hispánica por la Universidad de Granada, ha trabajado varios años como profesor y como editor de colecciones literarias. Trabaja como subdirector de Cultura en la sede central del Instituto Cervantes en Madrid. 
Se crio y estudió en Granada, ciudad donde publicó sus primeros poemarios: El vigilante, Los cuartos menguantes y Ella cena de día. Es autor asimismo de ensayos y artículos publicados en revistas y ediciones literarias. Escribe sobre viajes para El País y sobre literatura para revistas como Cuadernos hispanoamericanos y Zenda. Parte de su obra ha sido traducida al francés y al rumano y ha sido recogida en distintas antologías. La crítica, en términos generales, ha destacado en el autor su originalidad e independencia.

## Obra

### Poesía
En su faceta poética destacan los libros Cuadernos del hábito oscuro (2007) y Calles para un pez luna (Premio de Arte Joven de la Comunidad de Madrid 2002), que destacan por su escritura a un tiempo lúdica y simbólica, convenientemente enraizada en la tradición, pero asimismo muy proclive a los usos de la vanguardia y a la imaginería atrevida. Un tema muy suyo: la erótica de la supervivencia y el grotesco materialismo que la acosa. Para este autor, "la poesía es emoción formada y cada emoción tiene su sintaxis y métrica propias."
Su poemario Siete caminos para Beatriz (Fundación José Manuel Lara-Vandalia) está basado en la figura de Beatriz de la Divina comedia de Dante.

### Narrativa
Pérez Zúñiga ha publicado cinco libros de narrativa. El primero de ellos es la colección de relatos Las botas de siete leguas y otras maneras de morir (2002), pieza compleja y plural, de variopintos registros en los cuales, como en su poesía, se aúnan los destellos de imaginación pura con la contemplación desengañada de la realidad. Su segunda incursión la constituye la novela Santo diablo (2004), ambientada en los alrededores de la guerra civil española. Se trata de una novela coral y esperpéntica, repleta de voces, espacios y pequeñas historias, en la cual lo fantástico, lo real y lo grotesco se combinan armoniosamente, invitando acaso a una reflexión sobre el presente. "Literatura pura y dura", ha dicho sobre ella el escritor Luis Mateo Díez.[¿dónde?]
El autor recibió en 2006 el XVI Premio de Internacional de Novela Luis Berenguer, dotado con 24 000 euros, por su obra El segundo círculo. La novela, cuyo título hace referencia al Segundo Círculo del Infierno de Dante, contiene a partes iguales elementos de misterio, tragedia y terror psicológico, a los que subyace una disertación profunda sobre la insatisfacción, el sexo y la lujuria, observados a través del prisma del presente.
En 2011 publicó El juego del mono (Alianza editorial) por la que ganó la XXIV edición del Premio de la Novela Torrente Ballester.
Pérez Zúñiga coordinó junto con los escritores venezolanos Juan Carlos Chirinos y Juan Carlos Méndez Guédez, y el escritor español Nicolás Melini, La Mancha, publicación de periodicidad mensual, en la que se recogía parte de la destacada producción narrativa en español.
En 2012 obtuvo el Premio Torrente Ballester por su novela: La fuga del maestro Tartini, publicada por Alianza editorial en septiembre de 2013.

## Vida personal
Es un amante de los animales y su mascota Molly Bloom, un Shiba Inu recibe su nombre por el personaje homónimo del Ulysses de James Joyce.